# Andrew Hill (musicien)
Pour les articles homonymes, voir Andrew Hill et Hill.
Andrew Hill, né le 30 juin 1931 à Chicago, Illinois, et mort le 20 avril 2007 à Jersey City, New Jersey, est un pianiste et un compositeur de jazz, et un professeur d'université de théorie musicale américain. Sa réputation provient de ses enregistrements pour Blue Note dans les années 1960.

## Biographie

### Jeunesse et formation
Andrew Hill naît à Chicago en 1931. Après avoir appris à jouer de l'accordéon, il commence à apprendre par lui-même le piano dès l'âge de 10 ans. Il est encouragé à continuer le piano par Earl Hines, puis, sur les recommandations de Bill Russo, il suit des cours de théorie musicale et d'harmonie auprès du compositeur Paul Hindemith de 1950 à 1952,,,.

### Carrière
Il joue avec de nombreux jazzmen, dont Charlie Parker, Miles Davis, Dinah Washington Eric Dolphy, Joe Henderson, Richard Davis, Tony Williams et Kenny Dorham, Herbie Hancock, Rahsaan Roland Kirk,. Dans les années 1960, il est sous contrat pour le label Blue Note fondé par Alfred Lion dont il devient le protégé. Son album Point of Departure de 1964, est considéré comme une œuvre majeure du piano jazz,,. Dans les années 1970, Andrew Hill enseigne également la musique à l'Université Colgate et anime des séminaires de théorie musicale dans diverses institutions universitaires, comme l'Université du Michigan ou l'Université Harvard. Après une éclipse pendant les années 1990, son album Dusk (2001), rencontre un beau succès et lui vaut plusieurs prix du public et de la critique.
En 2003, il reçoit le Prix Jazzpar, prestigieux prix danois récompensant un musicien de jazz pour l'ensemble de sa carrière.
Son dernier enregistrement,Time Lines, paraît en 2006.

### Fin de vie
Andrew Hill meurt le 20 avril 2007, des suites d'un cancer du poumon.

### Archives
Les archives d'Andrew Hill sont déposées et consultables à la bibliothèque de l'Université Rutgers du New Jersey,.

## Distinction
- 2003 : Prix Jazzpar
- 2008 : lauréat à titre posthume, du National Endowment for the Arts, catégorie « Jazz Master »[5].

## Discographie
- 1959 : So In Love (Warwick)
- 1963 : Black Fire (Blue Note) avec Joe Henderson
- 1963 : Smokestack (Blue Note)
- 1964 : Judgment! (Blue Note) avec Bobby Hutcherson et Elvin Jones
- 1964 : Point of Departure (Blue Note) avec Eric Dolphy, Henderson, avec Kenny Dorham
- 1964 : Andrew!!! (Blue Note) avec John Gilmore et Hutcherson
- 1965 : Pax (Blue Note) avec Freddie Hubbard et Henderson
- 1965 : Compulsion! (Blue Note, 10/3/65) avec Hubbard et Gilmore
- 1966 : Change (Blue Note, 3/7/66) avec Sam Rivers
- 1968 : Grass Roots (Blue Note, 8/5/68) avec Lee Morgan
- 1968 : Dance with Death (Blue Note, 10/11/68) avec Charles Tolliver
- 1969 : Passing Ships (Blue Note, 11/7+14/69)[21]
- 1969 : Lift Every Voice (Blue Note, 5/69)
- 1975 : Spiral (Freedom/Arista, 12/20/74 & 1/20/75)
- 1975 : Live at Montreux (Freedom, 7/20/75)
- 1975 : Divine revelation (SteepleChase)
- 1975 : Hommage (East Wind)
- 1975 : Blue Black (East Wind)
- 1976 : Nefertiti (East Wind)
- 1978 : From California with Love (Artists house)
- 1980 : Strange Serenade (Soul Note)
- 1980 : Faces of Hope (Soul Note, 6/13-14/80) solo piano
- 1986 : Shades (Soul Note, 7/3-4/86)
- 1986 : Verona Rag (Soul Note, 7/5/86)
- 1989 : Eternal Spirit (Blue Note)
- 1990 : But not Farewell (Blue Note)
- 1993 : Dreams Come True (Joyous shout) avec Chico Hamilton
- 1999 : Dusk (Palmetto, 9/15 & 10/27/99)
- 2000 : Grass Roots (Blue Note Records) avec Lee Morgan et Ron Carter
- 2002 : A Beautiful Day (Palmetto, 1/24-26/02)
- 2003 : The Day the World Stood Still (Stunt Records, 4/23-27/03) avec Jazzpar Octet + 1
- 2005 : Time Lines (Blue Note, 6/23+30, 7/18/05)

### Compilation
- 1995 : The Complete Blue Note Session (1963–1966) (Mosaic Records)[22]